# Pinokkio (1940)
Pinokkio (Pinocchio) is een Amerikaanse animatiefilm uit 1940, gemaakt door Walt Disney Pictures. Het was hun tweede lange animatiefilm.
Het scenario is gebaseerd op het gelijknamige boek uit 1883 van de Italiaanse schrijver Carlo Collodi. Het verhaal is wat aangepast, om het geschikter voor kinderen te maken.

## Verhaal

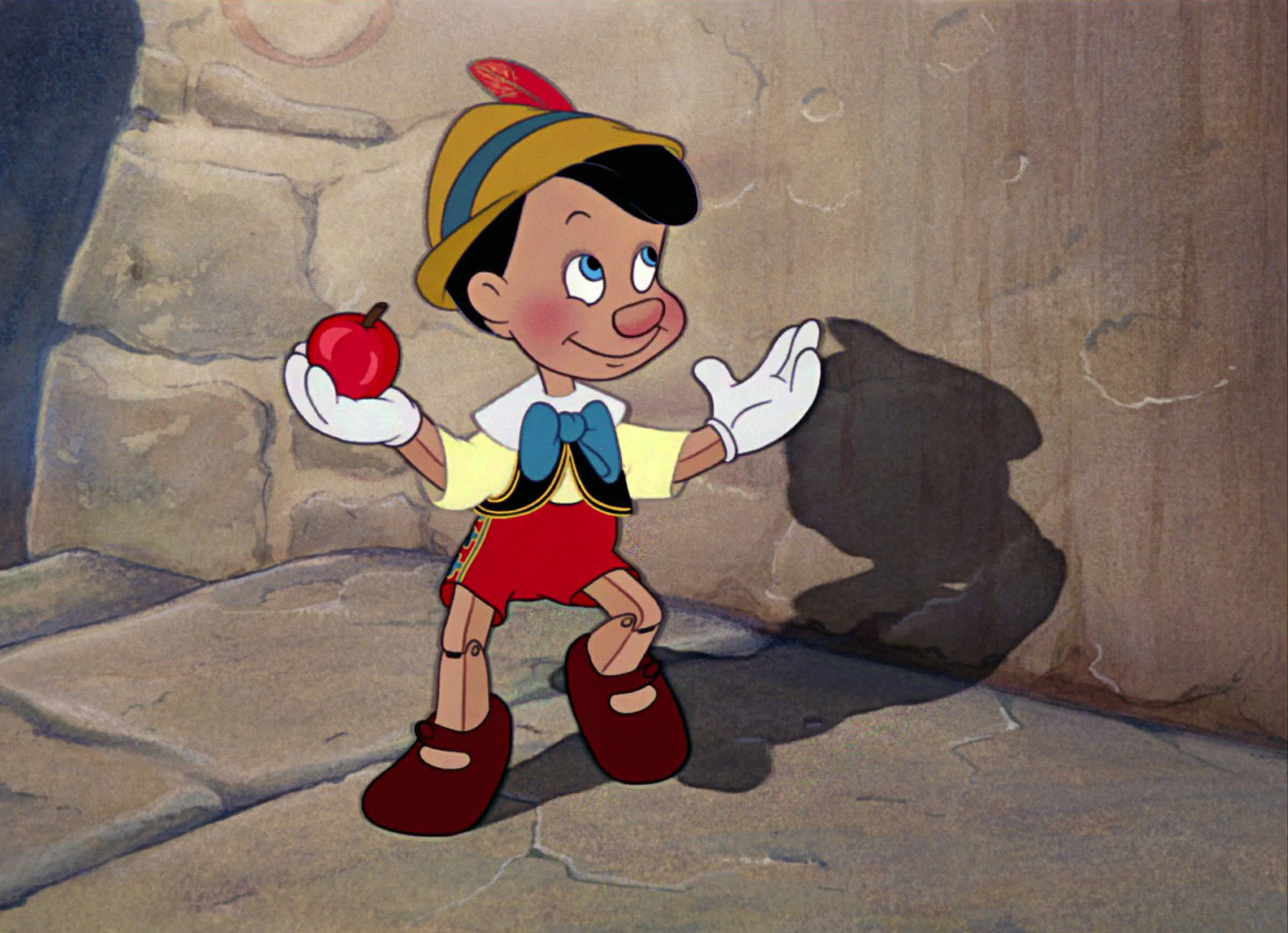
Pinokkio op weg naar school.

Op een nacht duikt de krekel Japie op in een klein Italiaans dorpje. Hier is hij er getuige van hoe de speelgoedmaker Geppetto een houten pop maakt die hij Pinokkio noemt. Voordat Geppetto die nacht naar bed gaat, wenst hij dat zijn creatie een echte jongen zou zijn.
Die nacht wordt Geppetto's huis bezocht door een fee, die zegt dat ze bereid is Geppetto’s wens te vervullen. Echter, in plaats van Pinokkio gelijk tot een echte jongen te maken, brengt ze hem op dat moment enkel tot leven. Ze vertelt hem dat hij met goede daden het recht zal moeten verdienen om een echte jongen te worden. Japie biedt zich aan om dienst te doen als Pinokkio’s geweten en hem op het rechte pad te houden. 
Kort nadat de fee weg is, ontdekt Geppetto wat er is gebeurd. Hij is nu dolgelukkig en laat Pinokkio kennismaken met zijn omgeving.
De volgende dag moet Pinokkio naar school maar onderweg komt hij een stel oplichters tegen: de vos Jantje Fatsoen en diens helper, de kat Gideon. Pinokkio laat zich, tegen Japie's advies in, door hen overhalen om deel te nemen in het poppentheater van Stromboli, in plaats van naar school te gaan. Die avond geeft Pinokkio zijn eerste optreden en het blijkt een groot succes te zijn. De poppenspeler Stromboli toont nadien echter al snel zijn ware aard: van het verdiende geld krijgt Pinokkio niets. Ook wordt hij door Stromboli in een kooi gestopt. Japie en de Blauwe Fee weten Pinokkio weer te bevrijden. Pinokkio ontsnapt uit de wagen van Stromboli.
Jantje Fatsoen en Gideon worden ondertussen ingehuurd door een koetsier, die wil dat ze voor hem op zoek gaan naar ongehoorzame jongens. Ze moeten hen overhalen mee te gaan naar Pleziereiland (Luilekkerland in sommige vertalingen). De twee komen Pinokkio tegen die op weg is naar huis en sturen ook hem met de koetsier mee. Ze komen aan op het eiland, dat bestaat uit een groot attractiepark waar iedereen alles mag doen en laten (zoals roken en alcohol drinken). Maar dan blijkt dat er een addertje onder het gras zit: door hun slechte gedrag veranderen de kinderen even later allemaal in ezels. Pinokkio begint ook te veranderen, maar hij kan met de hulp van Japie nog net het eiland ontvluchten voordat hij helemaal in een ezel is veranderd. Hij houdt aan zijn verblijf op het eiland zodoende enkel ezelsoren en een staart over. Voor Pinokkio's vriend Lampepit is het te laat: hij verandert helemaal in een ezel, net als vele anderen.
Na een lange zwemtocht geraken Pinokkio en Japie terug op het vasteland. Ze haasten zich naar de werkplaats van Geppetto, maar daar blijkt niemand thuis te zijn. Een duif (waarschijnlijk de Blauwe Fee in vermomming) brengt Pinokkio een brief. Hierin staat dat Geppetto de zee is opgegaan om Pinokkio te zoeken, waarna hij verslonden is door de walvis Monstro. Pinokkio en Japie gaan ook de zee op. Ze vinden Monstro en worden eveneens door hem verslonden. In de maag van de walvis worden de twee herenigd met Geppetto, die dolblij is hen weer te zien. Samen plannen ze een ontsnapping. Door een vuurtje te stoken laten ze Monstro niezen zodat hij de boot met hen erop uitspuwt. Monstro zet de achtervolging op het groepje in. Pinokkio kan Geppetto, Japie en Geppetto's twee huisdieren (een goudvis en een kat) uiteindelijk in veiligheid brengen door hen door een gat in de rotsen te loodsen waar Monstro niet door kan. Japie en Geppetto blijven ongedeerd, maar dan zien ze een eindje verderop Pinokkio's levenloze lichaam.
Japie en Geppetto besluiten Pinokkio’s lichaam thuis op te baren. Geppetto is ontroostbaar, maar dan verschijnt de blauwe fee ineens weer. Zij brengt Pinokkio weer tot leven en verandert hem tegelijk in een echte jongen, als beloning voor zijn dappere gedrag.

## Stemmen
| Engels         | Stem              | Nederlands        | Stem (1948)                           | Stem (1995)                           |
| -------------- | ----------------- | ----------------- | ------------------------------------- | ------------------------------------- |
| Pinocchio      | Dickie Jones      | Pinokkio          | Frits Waterman                        | Siert Peters                          |
| Jiminy Cricket | Cliff Edwards     | Japie Krekel      | Cruys Voorbergh Bert Silvester (zang) | Donald de Marcas Olaf Wijnants (zang) |
| Geppetto       | Christian Rub     | Geppetto          | Frits van Dijk                        | Wim van Rooij                         |
| Blue Fairy     | Evelyn Venable    | Blauwe Fee        | Enny Mols-de Leeuwe                   | Bernadette Kraakman                   |
| Honest John    | Walter Catlett    | Jantje Fatsoen    | Ko van Dijk jr.                       | Jan Nonhof                            |
| Stromboli      | Charles Judels    | Stromboli         | Louis van Gasteren                    | Jan Anne Drenth                       |
| Lampwick       | Frankie Darro     | Jantje Lampepit   | Jan Retèl                             | Romke Schuitema                       |
| Coachman       | Charles Judels    | Koetsier          | Johan Fiolet                          | Carol van Herwijnen                   |
| Gideon         | Mel Blanc         | Mel Blanc         | Mel Blanc                             | Mel Blanc                             |
| Figaro         | Clarence Nash     | Clarence Nash     | Clarence Nash                         | Clarence Nash                         |
| Cleo           | Mel Blanc         | Mel Blanc         | Mel Blanc                             | Mel Blanc                             |
| Monstro        | Thurl Ravenscroft | Thurl Ravenscroft | Thurl Ravenscroft                     | Thurl Ravenscroft                     |

## Achtergrond

### Productie

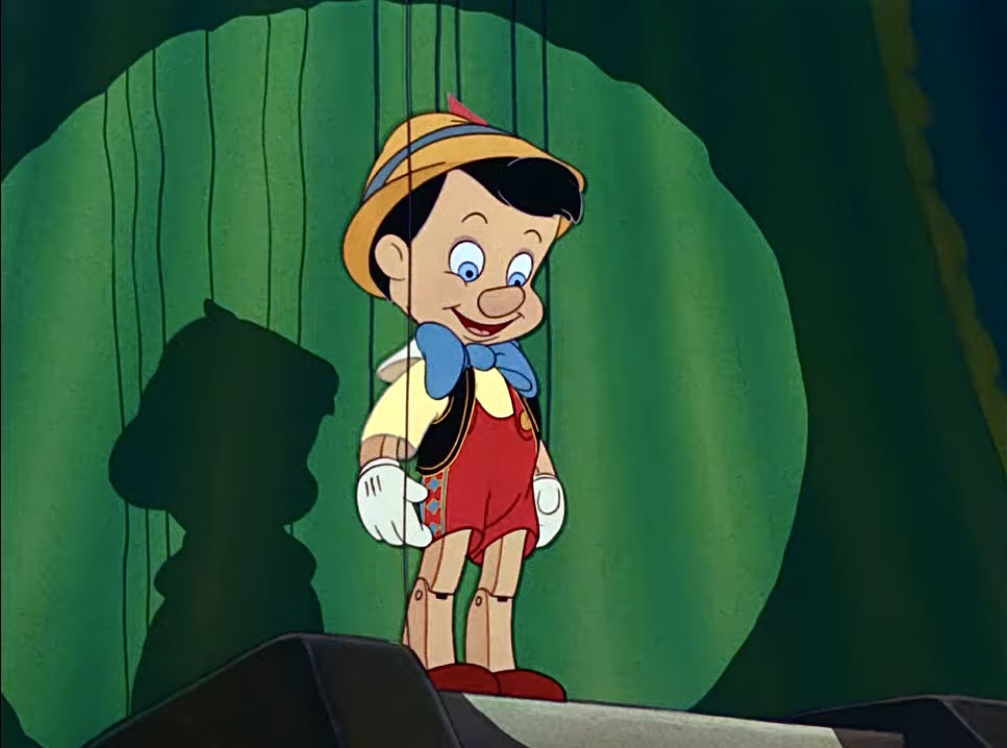
Pinocchio

Het verhaal voor de film onderging een groot aantal wijzigingen tijdens de productie. Aanvankelijk bevatte het scenario veel meer personages en gebeurtenissen uit het originele verhaal van Collodi. Disney was echter ontevreden over deze versie van het scenario en liet het project halverwege de productie stilleggen om alles te herschrijven.
Disney liet tevens de personages vrij drastisch opnieuw ontwerpen. Volgens het oorspronkelijke script zou Pinokkio qua gedrag veel meer lijken op de sarcastische pop uit Collodi’s verhaal, en had zijn uiterlijk meer weg van dat van een marionet. Disney vreesde echter dat niemand een dergelijk personage sympathiek zou vinden als protagonist. Daarom liet hij het personage zo aanpassen dat het vanaf het begin al meer leek op een echt mens, en ook qua gedrag een stuk sympathieker overkwam. Alleen Pinokkio’s armen en benen lijken in de uiteindelijke versie nog duidelijk op die van een marionet.
Het personage Japie Krekel stond aanvankelijk helemaal niet gepland voor de film, vanwege zijn minimale rol in het originele verhaal. Disney maakte van hem juist een centraal personage.
Mel Blanc (vooral bekend als stemacteur voor veel Looney Tunes-personages) werd oorspronkelijk ingehuurd om de stem van Sluw de kater te gaan doen. Disney besloot uiteindelijk echter om dit personage geen tekst te geven (gelijk aan het personage Dopey uit de drie jaar eerder uitgekomen film Sneeuwwitje en de zeven dwergen). Alle reeds opgenomen dialogen van Blanc werden uit de film geknipt.
Net als bij zijn vorige film liet Disney nieuwe tekentechnieken ontwikkelen om de kwaliteit te verhogen. Tekenaar Oskar Fischinger ontwierp bijvoorbeeld de tekenstijl voor de toverstaf van de blauwe fee.

### Uitgave
Pinokkio verscheen voor het eerst in 1940. Gezien de traditie om een Disneyfilm ongeveer elke zeven tot tien jaar opnieuw uit te brengen werd de film heruitgebracht in 1945, 1954, 1962, 1971, 1978, 1984, en 1992. De versie uit 1992 was digitaal opgepoetst.

### Ontvangst
Pinocchio werd bij de originele uitgave in 1940 een groot succes in Amerika, en bracht daar 39 miljoen dollar op. Vanwege het uitbreken van de Tweede Wereldoorlog kon Disney de film echter niet datzelfde jaar ook uitbrengen in Europa en Azië. Hierdoor kwam het grote succes van de film pas laat op gang.
De film kreeg betere kritieken dan zijn voorganger Sneeuwwitje en de zeven dwergen, de allereerste lange Disney-tekenfilm. In juni 2008 werd Pinocchio door het American Film Institute erkend als de op een na beste animatiefilm, net achter Sneeuwwitje en de zeven dwergen.

### Filmmuziek
De liedjes in de film werden gecomponeerd door Leigh Harline, Ned Washington en Frank Churchill. Paul J. Smith componeerde de overige achtergrondmuziek.
De nummers in de film zijn (Engelstalig):
- "When You Wish upon a Star"
- "Little Wooden Head"
- "Give a Little Whistle"
- "Hi-Diddle-Dee-Dee (An Actor's Life for Me)"
- "I've Got No Strings"
- "When You Wish Upon A Star (Finale)"

De nummers in de films zijn (Nederlandstalig):
- "Als Er Eens Een Ster Verschiet"
- "Manneke Van Hout"
- "Je Hoeft Maar Te Fluiten"
- "Hei Diddel Di Dei"
- "Ik Zit Niet Meer Aan Touwtjes Vast"
- "In De Heldere Sterrennacht"

## Prijzen en nominaties
- In 1941 won de film twee Academy Awards: voor beste muziek en voor beste originele lied.
- Bij de heruitgave van de film in 1989 won de film de ASCAP Award voor Most Performed Feature Film Standards.
- In 1994 werd de film ook opgenomen in het National Film Registry.

## Remake
Het verhaal van Pinokkio is talloze malen opnieuw verfilmd. The Walt Disney Company maakte zelf in 2022 een live-action-remake op basis van de tekenfilm uit 1940, waarbij het verhaal licht is aangepast.